# Inzamam-ul-Haq
Inzamam-ul-Haq (Urdu انضمام الحق; * 3. März 1970 in Multan, Punjab, Pakistan) ist ein ehemaliger pakistanischer Cricketspieler. 

## Karriere
Inzamam-ul-Haq nahm für das pakistanische Test Cricketteam an 120 Tests teil, bei denen er insgesamt 8830 Runs (49.60 Runs pro Wicket) erzielte. Das ist die zweithöchste Zahl an Runs, die ein pakistanischer Cricketspieler bisher erzielt hat. Ihm fehlten lediglich drei Runs, um mit seinem Landsmann Javed Miandad gleichzuziehen. Sein Testdebüt feierte Inzamam-ul-Haq im Juni 1992 gegen England in Birmingham. Bei einem Test gegen Neuseeland im Jahr 2001 im Gaddafi Stadium in Lahore erzielte er 329 Runs. Das ist bis heute die zweithöchste Anzahl an Runs, die ein pakistanischer Cricketer bei einem Test erreichte. Seinen letzten Einsatz bei einem Test hatte er gegen das südafrikanische Team im Oktober 2007 in Lahore. Zudem bestritt Inzamam-ul-Haq 378 One-Day International Cricket Matches (ODIs) für Pakistan, bei denen er insgesamt 11739 Runs erzielte (39.52 Runs pro Wicket). Damit ist er einer von insgesamt nur acht Cricketspielern und der einzige pakistanische Cricketer, der mindestens 10000 ODI Runs erzielt hat. Inzamam-ul-Haq nahm mit dem pakistanischen Team an fünf Cricket Weltmeisterschaften teil (1992, 1996, 1999, 2003 und 2007). 1992 konnte er mit dem pakistanischen Team die Weltmeisterschaft gewinnen und war maßgeblich an diesem Erfolg beteiligt. Seine Leistung vor allem im Semifinale gegen Neuseeland war spielentscheidend, wofür er in diesem Spiel auch den "Man of the Match"-Preis bekam.